# 343000 Ijontichy
343000 Ijontichy este un asteroid din centura principală de asteroizi.

## Descriere
343000 Ijontichy este un asteroid din centura principală de asteroizi. A fost descoperit pe 29 ianuarie 2009 la Taunus de E. Schwab și U. Zimmer. Asteroidul prezintă o orbită caracterizată de o semiaxă mare de 2,97 ua, o excentricitate de 0,04 și o înclinație de 9,1° în raport cu ecliptica.